# Вулиця Татліна
Вулиця Татліна — вулиця на півдні Москви в Даниловському районі Південного адміністративного округу від набережної Марка Шагала до бульвару Братів Весніних.

## Походження назви

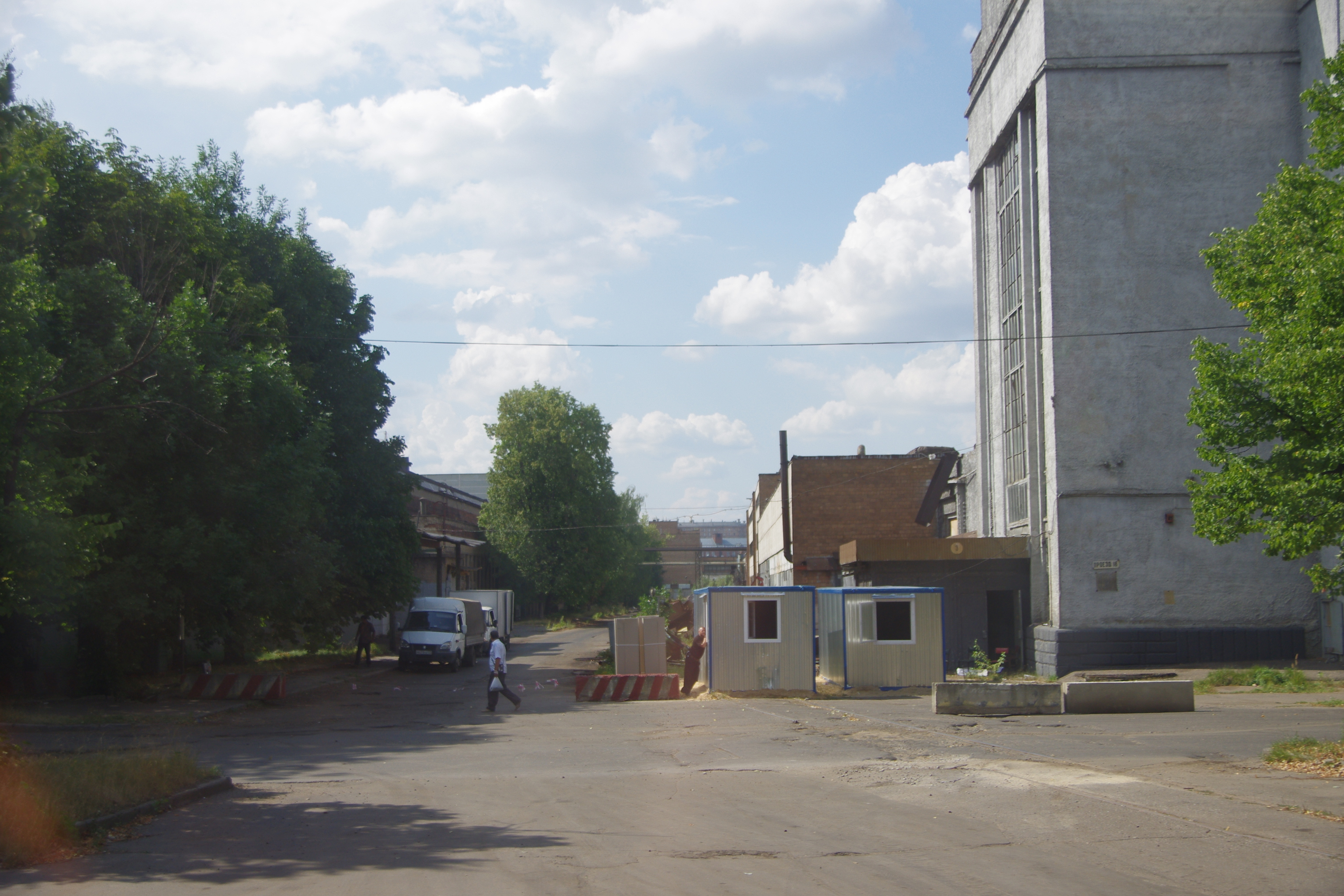
Проїзд на території ЗІЛу, який став вулицею Татліна (2014)

Безіменний проїзд отримав назву у березні 2016 року на честь радянського живописця, графіка, дизайнера, художника театру, родоначальника конструктивізму Володимира Татліна (1885—1953). Одночасно 14 вулиць у районі колишньої промислової зони заводу імені Ліхачова («ЗІЛ») названо іменами відомих авангардистів, архітекторів та конструктивістів XX століття у зв'язку з тим, що на цій території планується створити музей «Ермітаж-Москва», де виставлять колекції сучасного мистецтва, а також відкриють ляльковий та драматичний театри.

## Опис
Вулиця починається від набережної Марка Шагала, проходить на схід, ліворуч до неї примикає вулиця Архітектора Гінзбурга, перетинає вулиці Архітектора Голосова, Архітектора Щусєва та Архітектора Мельникова; закінчується на бульварі Братів Весніних.